# 梁翕章
梁翕章（1914年—2011年），男，祖籍广东南海，生于北京，中国石油储运工程专家，曾任石油天然气规划设计总院总工程师，第四、五、六届全国政协委员。